# Eragrostis mandrarensis
Eragrostis mandrarensis är en gräsart som beskrevs av Aimée Antoinette Camus. Eragrostis mandrarensis ingår i släktet kärleksgrässläktet, och familjen gräs.
Artens utbredningsområde är Madagaskar. Inga underarter finns listade i Catalogue of Life.